# Never Forget You (canção de Mariah Carey)
"Never Forget You" é uma música da artista musical estadunidense Mariah Carey. Foi co-escrito por Carey e Babyface . Foi produzido por Carey, Babyface e Daryl Simmons para o terceiro álbum de estúdio de Carey, Music Box (1993). Foi lançado como o quarto single do Music Box no primeiro trimestre de 1994, como um Lado A duplo com um cover de "Without You." de Badfinger. "Liricamente, o protagonista da música descreve seu ex-namorado e, embora eles tenham mudado desde então, ela nunca os esquecerá. Nenhum videoclipe foi encomendado para a versão do álbum ou qualquer um dos remixes, tornando-o o primeiro single comercial de Carey a ser lançado sem acompanhado por um vídeo.

## Remixes e outras versões
Recepção crítica
O editor da Entertainment Weekly, David Browne, escreveu que essa música é uma "balada sem rosto que desperdiça os talentos do produtor de R&B Babyface".

## Desempenho comercial
Na época do lançamento do single nos EUA como "Without You/Never Forget You", as regras da revista Billboard permitiram que os dois lados aparecessem juntos como uma entrada na lista de singles. Uma música que captou o maior número de músicas e/ou vendas para a respectiva tabela foi listada como o lado A. Nas paradas pop dos EUA, foi listado como "Without You / Never Forget You" e alcançou o número três na Billboard Hot 100, permanecendo no top 40 por 21 semanas.
O 7" maxi single de "Never Forget You" foi lançado apenas nos Estados Unidos e promovido para o público das rádios urbanas, figurando como o lado A quando apareceu nas paradas de R&B. Como "Never Forget You/Without You", que alcançou o top dez na Hot R&B Singles principalmente devido às vendas, e a RIAA o certificou com ouro.

## Remixes e outras versões
Os remixes de Jermaine Dupri estão incluídos no seu maxi-single. Uma edição de rádio, uma versão estendida e a versão instrumental do remix substituem a produção original de Babyface por um novo ritmo pulsante de R&B sintético. A versão instrumental foi usada no episódio de Carey da MTV Cribs.
A música foi regravada por uma cantora japonesa de R&B Double e é apresentada em seu álbum de maiores sucessos 10 Years Best: We R&B.

## Desempenho nas tabelas musicais
| Parada (1994)                                | Melhor posição |
| -------------------------------------------- | -------------- |
| Estados Unidos (Billboard Hot 100)           | 3              |
| Estados Unidos (Billboard R&B/Hip-Hop Songs) | 7              |

| Parada (1994)                                    | Melhor posição |
| ------------------------------------------------ | -------------- |
| Estados Unidos (Billboard Hot 100)               | 16             |
| Estados Unidos (Billboard Hot R&B/Hip-Hop Songs) | 61             |

| Região                | Certificação | Vendas  |
| --------------------- | ------------ | ------- |
| Estados Unidos (RIAA) | Ouro         | 600,000 |